# Castagna (calciatore)
Giulio Castagna (fl. XX secolo) è stato un calciatore italiano, di ruolo attaccante.

## Carriera
Disputa 7 gare con una rete con il Mantova nel campionato di Prima Divisione 1922-1923.